# 張學舜
張學舜（1960年3月14日—），臺灣政治人物，世新大學畢業、復旦大學EMBA畢業。民主進步黨籍，曾任立法委員、臺灣省議會議員等職。中華投資董事長任內，大力扶持投資中華精測，幫忙公司定位及業務成為前瞻公司；2016年中華精測股價新臺幣上千元，成為上櫃公司股王。此外，張學舜為誠品書店監察人，監督誠品公司治理與管理，協助誠品為知名文創商場及文創品牌。2016年9月12日接任圓山大飯店董事長。2018年9月3日，接任台北101第5任董事長；2024年9月3日卸任。

## 外部連結
- 立法院-張學舜委員簡介 （页面存档备份，存于）